# Alberto Valerio
Alberto Valerio (ur. 6 września 1985) – brazylijski kierowca wyścigowy.

## Kariera

### Formuła 3 i Formuła Renault
Brazylijczyk pierwsze kroki w wyścigach samochodowych stawiał Brazylijskiej Formule 3, w roku 2003. Udział w niej kontynuował również w kolejnych dwóch latach. Poza tym od sezonu 2004 okazyjne ścigał się w Brazylijskiej Formule Renault. Po tytuł w serii F3 sięgnął w ostatnim podejściu.
Po tym sukcesie wyjechał do Europy, w celu rozwijania kariery. W latach 2006–2007 startował w Brytyjskiej Formule 3, w której to zajął odpowiednio 11. i 8. pozycję w końcowej klasyfikacji. Gościnnie wystąpił również w kilku wyścigach World Series by Renault oraz wziął udział w prestiżowym wyścigu Masters of Formula 3, jednakże bez sukcesu. W roku 2009 ponownie zaliczył pojedynczy występ w najwyższej serii z cyklu Formuły Renault, ponownie jednak bez zdobyczy punktowej.

### Seria GP2
W sezonie 2008 zadebiutował w bezpośrednim przedsionku Formuły 1 – serii GP2 – zarówno w głównym, jak i zimowym cyklu. We włoskim zespole Durango nie poradził sobie jednak najlepiej. W azjatyckiej serii GP2 tylko raz sięgnął po punkty, zajmując w drugim wyścigu, w Dubaju, piątą pozycję (dały mu one 19. lokatę w końcowej klasyfikacji). W głównej edycji ani razu nie dojechał na premiowanych miejscach. Najlepiej spisał się w drugim wyścigu w Wielkiej Brytanii oraz w sobotnim, na niemieckim obiekcie, będąc dwukrotnie sklasyfikowanym na dziewiątej pozycji.
W kolejnym roku startów w azjatyckim cyklu wziął udział tylko w jednej rundzie (jeden z wyścigów został odwołany z powodu ulewnego deszczu), który ukończył dopiero na szesnastej pozycji. W europejskiej edycji rywalizował w mocniejszym Piquet GP, dzięki czemu po raz pierwszy wygrał wyścig tej serii (na torze Silverstone). Oprócz tego najlepszym jego weekendem była runda na torze w Stambule, gdzie zajął odpowiednio czwarte i szóste miejsce. Były to jednak jedyne udane zawody dla Brazylijczyka, który w pozostałych eliminacjach plasował się poza premiowanymi punktami pozycjach. Dorobek szesnastu punktów zapewnił mu 16. lokatę w generalnej klasyfikacji.
W kolejnym sezonie, w zimowym serialu GP2, Alberto wziął udział w jednej rundzie, na torze Yas Marina, w Abu Zabi (zajął odległą piętnastą i osiemnastą lokatę). Na sezon 2010 podpisał kontrakt z włoską stajnią Scuderia Coloni, z którą zaliczył jedną eliminację w azjatyckim cyklu. W ciągu siedmiu rund, Valerio tylko w jednym wyścigu uplasował się w punktowanej ósemce. Na ulicznym torze Monte Carlo zajął wówczas piąte miejsce. W pozostałych trzech eliminacjach zastąpił go Portugalczyk Álvaro Parente. Zdobyte punkty sklasyfikowały go na 22. pozycji, w ogólnej punktacji.

### Statystyki
| Sezon   | Seria                       | Zespół              | Wyścigi | PP | Zwycięstwa | Punkty | Poz. koń. |
| ------- | --------------------------- | ------------------- | ------- | -- | ---------- | ------ | --------- |
| 2003    | Brazylijska Formuła 3       | Dragão Motorsport   | 4       | 0  | 0          | 11     | 18        |
| 2004    | Brazylijska Formuła 3       | Cesário Junior      | 18      | 0  | 0          | 58     | 6         |
| 2004    | Brazylijska Formuła Renault | Dragão Motorsport   | 3       | 0  | 0          | 0      | NS        |
| 2005    | Brazylijska Formuła 3       | Cesário F3          | 18      | 4  | 4          | 113    | 1         |
| 2005    | Brazylijska Formuła Renault | Cesário FRenault    | 4       | 0  | 0          | 22     | 15        |
| 2006    | Brytyjska Formuła 3         | Cesário Formula UK  | 22      | 0  | 0          | 42     | 11        |
| 2006    | Formuła Renault 3.5         | EuroInternational   | 2       | 0  | 0          | 0      | NS        |
| 2007    | Brytyjska Formuła 3         | Carlin Motorsport   | 20      | 0  | 0          | 114    | 8         |
| 2007    | Formuła Renault 3.5         | Victory Engineering | 2       | 0  | 0          | 0      | NS        |
| 2007    | Masters of Formula 3        | Victory Engineering | 1       | 0  | 0          | N/A    | 29        |
| 2008    | Seria GP2                   | Durango             | 19      | 0  | 0          | 0      | 26        |
| 2008    | Azjatycka Seria GP2         | Durango             | 10      | 0  | 0          | 2      | 19        |
| 2008–09 | Azjatycka Seria GP2         | Trident Racing      | 1       | 0  | 0          | 0      | 37        |
| 2009    | Seria GP2                   | Piquet GP           | 20      | 0  | 1          | 16     | 15        |
| 2009    | Formuła Renault 3.5         | Comtec Racing       | 2       | 0  | 0          | 0      | 36        |
| 2009–10 | Azjatycka seria GP2         | Scuderia Coloni     | 2       | 0  | 0          | 0      | 32        |
| 2010    | Seria GP2                   | Scuderia Coloni     | 14      | 0  | 0          | 4      | 22        |
| 2011    | Copa Caixa Stock Car        | Amir Nasr Racing    | 3       | 0  | 0          | 0      | 32        |

## Wyniki w GP2
| Legenda oznaczeń w tabelach wyników Wyświetl szablon na nowej stronie | Legenda oznaczeń w tabelach wyników Wyświetl szablon na nowej stronie                                                                     |
| Oznaczenie                                                            | Wyjaśnienie |
| --------------------------------------------------------------------- | --- |
| Złoty                                                                 | Zwycięzca lub mistrzostwo |
| Srebrny                                                               | 2. miejsce lub wicemistrzostwo |
| Brązowy                                                               | 3. miejsce lub II wicemistrzostwo |
| Zielony                                                               | Ukończył, punktował (w klasyfikacji generalnej, gdy zdobył co najmniej jeden punkt na przestrzeni sezonu, poza trzema powyższymi opcjami) |
| Niebieski                                                             | Ukończył, nie punktował (w klasyfikacji generalnej, gdy nie zdobył co najmniej jednego punktu na przestrzeni sezonu)                      |
| Czerwony                                                              | Nie zakwalifikował się (NZ) |
| Czerwony                                                              | Nie prekwalifikował się (NPK) |
| Różowy                                                                | Nie ukończył (NU) |
| Różowy                                                                | Niesklasyfikowany (NS) (w klasyfikacji generalnej, gdy nie został sklasyfikowany w żadnym wyścigu sezonu)                                 |
| Czarny                                                                | Zdyskwalifikowany (DK) |
| Czarny                                                                | Wykluczony (WYK/EX) |
| Biały                                                                 | Nie wystartował (NW) |
| Biały                                                                 | Kontuzjowany (K/INJ) |
| Biały                                                                 | Wyścig odwołany (OD/C) |
| Bez koloru                                                            | Został wycofany (WYC/WD) |
| Bez koloru                                                            | Nie przybył (NP/DNA) |
| Bez koloru                                                            | Nie brał udziału w treningach (NT/DNP) |
| Bez koloru                                                            | Nie został zgłoszony (–) |
| Pogrubienie                                                           | Start z pole position |
| Kursywa                                                               | Najszybsze okrążenie wyścigu |
| †                                                                     | Nie ukończył, ale jego rezultat został zaliczony ze względu na przejechanie więcej niż 90% dystansu wyścigu.                              |
| *                                                                     | Sezon w trakcie |
| 1/2/3                                                                 | Punktowana pozycja w sprincie kwalifikacyjnym                                                                                             |
| Lista systemów punktacji Formuły 1                                    | |

| Rok  | Zespół                  | Wyniki w poszczególnych eliminacjach | Wyniki w poszczególnych eliminacjach | Wyniki w poszczególnych eliminacjach | Wyniki w poszczególnych eliminacjach | Wyniki w poszczególnych eliminacjach | Wyniki w poszczególnych eliminacjach | Wyniki w poszczególnych eliminacjach | Wyniki w poszczególnych eliminacjach | Wyniki w poszczególnych eliminacjach | Wyniki w poszczególnych eliminacjach | Wyniki w poszczególnych eliminacjach | Wyniki w poszczególnych eliminacjach | Wyniki w poszczególnych eliminacjach | Wyniki w poszczególnych eliminacjach | Wyniki w poszczególnych eliminacjach | Wyniki w poszczególnych eliminacjach | Wyniki w poszczególnych eliminacjach | Wyniki w poszczególnych eliminacjach | Wyniki w poszczególnych eliminacjach | Wyniki w poszczególnych eliminacjach | Punkty | Pozycja |
| ---- | ----------------------- | ------------------------------------ | ------------------------------------ | ------------------------------------ | ------------------------------------ | ------------------------------------ | ------------------------------------ | ------------------------------------ | ------------------------------------ | ------------------------------------ | ------------------------------------ | ------------------------------------ | ------------------------------------ | ------------------------------------ | ------------------------------------ | ------------------------------------ | ------------------------------------ | ------------------------------------ | ------------------------------------ | ------------------------------------ | ------------------------------------ | ------ | ------- |
| 2008 | Durango                 | ESP                                  | ESP                                  | TUR                                  | TUR                                  | MON                                  | MON                                  | FRA                                  | FRA                                  | GBR                                  | GBR                                  | DEU                                  | DEU                                  | HUN                                  | HUN                                  | VAL                                  | VAL                                  | BEL                                  | BEL                                  | ITA                                  | ITA                                  | 0      | 26      |
| 2008 | Durango                 | 13                                   | NU                                   | 18                                   | 7                                    | NU                                   | NU                                   | 18                                   | 17                                   | 21                                   | 9                                    | 9                                    | 15                                   | NW                                   | 17                                   | NU                                   | 12                                   | NU                                   | NU                                   | 12                                   | 15                                   | 0      | 26      |
| 2009 | Piquet GP               | ESP                                  | ESP                                  | MON                                  | MON                                  | TUR                                  | TUR                                  | GBR                                  | GBR                                  | DEU                                  | DEU                                  | HUN                                  | HUN                                  | VAL                                  | VAL                                  | BEL                                  | BEL                                  | ITA                                  | ITA                                  | POR                                  | POR                                  | 16     | 15      |
| 2009 | Piquet GP               | 15                                   | 13                                   | NU                                   | NU                                   | 4                                    | 6                                    | 1                                    | 7                                    | NU                                   | 17                                   | NU                                   | 21†                                  | 17                                   | 10                                   | NU                                   | 12                                   | NU                                   | 11                                   | NU                                   | 7                                    | 16     | 15      |
| 2010 | PPR.com Scuderia Coloni | ESP                                  | ESP                                  | MON                                  | MON                                  | TUR                                  | TUR                                  | VAL                                  | VAL                                  | GBR                                  | GBR                                  | DEU                                  | DEU                                  | HUN                                  | HUN                                  | BEL                                  | BEL                                  | ITA                                  | ITA                                  | ARE                                  | ARE                                  | 4      | 22      |
| 2010 | PPR.com Scuderia Coloni | 14                                   | NU                                   | 5                                    | NU                                   | 17†                                  | 19                                   | 9                                    | NU                                   | 14                                   | 22                                   | 11                                   | 12                                   | NU                                   | 12                                   | -                                    | -                                    | -                                    | -                                    | -                                    | -                                    | 4      | 22      |

## Wyniki w Azjatyckiej Serii GP2
| Legenda oznaczeń w tabelach wyników Wyświetl szablon na nowej stronie | Legenda oznaczeń w tabelach wyników Wyświetl szablon na nowej stronie                                                                     |
| Oznaczenie                                                            | Wyjaśnienie |
| --------------------------------------------------------------------- | --- |
| Złoty                                                                 | Zwycięzca lub mistrzostwo |
| Srebrny                                                               | 2. miejsce lub wicemistrzostwo |
| Brązowy                                                               | 3. miejsce lub II wicemistrzostwo |
| Zielony                                                               | Ukończył, punktował (w klasyfikacji generalnej, gdy zdobył co najmniej jeden punkt na przestrzeni sezonu, poza trzema powyższymi opcjami) |
| Niebieski                                                             | Ukończył, nie punktował (w klasyfikacji generalnej, gdy nie zdobył co najmniej jednego punktu na przestrzeni sezonu)                      |
| Czerwony                                                              | Nie zakwalifikował się (NZ) |
| Czerwony                                                              | Nie prekwalifikował się (NPK) |
| Różowy                                                                | Nie ukończył (NU) |
| Różowy                                                                | Niesklasyfikowany (NS) (w klasyfikacji generalnej, gdy nie został sklasyfikowany w żadnym wyścigu sezonu)                                 |
| Czarny                                                                | Zdyskwalifikowany (DK) |
| Czarny                                                                | Wykluczony (WYK/EX) |
| Biały                                                                 | Nie wystartował (NW) |
| Biały                                                                 | Kontuzjowany (K/INJ) |
| Biały                                                                 | Wyścig odwołany (OD/C) |
| Bez koloru                                                            | Został wycofany (WYC/WD) |
| Bez koloru                                                            | Nie przybył (NP/DNA) |
| Bez koloru                                                            | Nie brał udziału w treningach (NT/DNP) |
| Bez koloru                                                            | Nie został zgłoszony (–) |
| Pogrubienie                                                           | Start z pole position |
| Kursywa                                                               | Najszybsze okrążenie wyścigu |
| †                                                                     | Nie ukończył, ale jego rezultat został zaliczony ze względu na przejechanie więcej niż 90% dystansu wyścigu.                              |
| *                                                                     | Sezon w trakcie |
| 1/2/3                                                                 | Punktowana pozycja w sprincie kwalifikacyjnym                                                                                             |
| Lista systemów punktacji Formuły 1                                    | |

| Rok       | Zespół          | Wyniki w poszczególnych eliminacjach | Wyniki w poszczególnych eliminacjach | Wyniki w poszczególnych eliminacjach | Wyniki w poszczególnych eliminacjach | Wyniki w poszczególnych eliminacjach | Wyniki w poszczególnych eliminacjach | Wyniki w poszczególnych eliminacjach | Wyniki w poszczególnych eliminacjach | Wyniki w poszczególnych eliminacjach | Wyniki w poszczególnych eliminacjach | Wyniki w poszczególnych eliminacjach | Punkty | Pozycja |
| --------- | --------------- | ------------------------------------ | ------------------------------------ | ------------------------------------ | ------------------------------------ | ------------------------------------ | ------------------------------------ | ------------------------------------ | ------------------------------------ | ------------------------------------ | ------------------------------------ | ------------------------------------ | ------ | ------- |
| 2008      | Durango         | ARE                                  | ARE                                  | IDN                                  | IDN                                  | MAL                                  | MAL                                  | BHR                                  | BHR                                  | ARE                                  | ARE                                  |                                      | 2      | 19      |
| 2008      | Durango         | 9                                    | 5                                    | NU                                   | NU                                   | NU                                   | 17                                   | NU                                   | 17                                   | 13                                   | 15                                   |                                      | 2      | 19      |
| 2008/2009 | Trident Racing  | CHN                                  | CHN                                  | ARE                                  | BHR                                  | BHR                                  | QAT                                  | QAT                                  | MAL                                  | MAL                                  | BHR                                  | BHR                                  | 0      | 37      |
| 2008/2009 | Trident Racing  | -                                    | -                                    | 16                                   | -                                    | -                                    | -                                    | -                                    | -                                    | -                                    | -                                    | -                                    | 0      | 37      |
| 2009/2010 | Scuderia Coloni | ARE                                  | ARE                                  | ARE                                  | ARE                                  | BHR                                  | BHR                                  | BHR                                  | BHR                                  |                                      |                                      |                                      | 0      | 32      |
| 2009/2010 | Scuderia Coloni | -                                    | -                                    | 15                                   | 18                                   | -                                    | -                                    | -                                    | -                                    |                                      |                                      |                                      | 0      | 32      |

## Wyniki w Formule Renault 3.5
| Legenda oznaczeń w tabelach wyników Wyświetl szablon na nowej stronie | Legenda oznaczeń w tabelach wyników Wyświetl szablon na nowej stronie                                                                     |
| Oznaczenie                                                            | Wyjaśnienie |
| --------------------------------------------------------------------- | --- |
| Złoty                                                                 | Zwycięzca lub mistrzostwo |
| Srebrny                                                               | 2. miejsce lub wicemistrzostwo |
| Brązowy                                                               | 3. miejsce lub II wicemistrzostwo |
| Zielony                                                               | Ukończył, punktował (w klasyfikacji generalnej, gdy zdobył co najmniej jeden punkt na przestrzeni sezonu, poza trzema powyższymi opcjami) |
| Niebieski                                                             | Ukończył, nie punktował (w klasyfikacji generalnej, gdy nie zdobył co najmniej jednego punktu na przestrzeni sezonu)                      |
| Czerwony                                                              | Nie zakwalifikował się (NZ) |
| Czerwony                                                              | Nie prekwalifikował się (NPK) |
| Różowy                                                                | Nie ukończył (NU) |
| Różowy                                                                | Niesklasyfikowany (NS) (w klasyfikacji generalnej, gdy nie został sklasyfikowany w żadnym wyścigu sezonu)                                 |
| Czarny                                                                | Zdyskwalifikowany (DK) |
| Czarny                                                                | Wykluczony (WYK/EX) |
| Biały                                                                 | Nie wystartował (NW) |
| Biały                                                                 | Kontuzjowany (K/INJ) |
| Biały                                                                 | Wyścig odwołany (OD/C) |
| Bez koloru                                                            | Został wycofany (WYC/WD) |
| Bez koloru                                                            | Nie przybył (NP/DNA) |
| Bez koloru                                                            | Nie brał udziału w treningach (NT/DNP) |
| Bez koloru                                                            | Nie został zgłoszony (–) |
| Pogrubienie                                                           | Start z pole position |
| Kursywa                                                               | Najszybsze okrążenie wyścigu |
| †                                                                     | Nie ukończył, ale jego rezultat został zaliczony ze względu na przejechanie więcej niż 90% dystansu wyścigu.                              |
| *                                                                     | Sezon w trakcie |
| 1/2/3                                                                 | Punktowana pozycja w sprincie kwalifikacyjnym                                                                                             |
| Lista systemów punktacji Formuły 1                                    | |

| Rok  | Zespół              | Wyniki w poszczególnych eliminacjach | Wyniki w poszczególnych eliminacjach | Wyniki w poszczególnych eliminacjach | Wyniki w poszczególnych eliminacjach | Wyniki w poszczególnych eliminacjach | Wyniki w poszczególnych eliminacjach | Wyniki w poszczególnych eliminacjach | Wyniki w poszczególnych eliminacjach | Wyniki w poszczególnych eliminacjach | Wyniki w poszczególnych eliminacjach | Wyniki w poszczególnych eliminacjach | Wyniki w poszczególnych eliminacjach | Wyniki w poszczególnych eliminacjach | Wyniki w poszczególnych eliminacjach | Wyniki w poszczególnych eliminacjach | Wyniki w poszczególnych eliminacjach | Wyniki w poszczególnych eliminacjach | Punkty | Pozycja |
| ---- | ------------------- | ------------------------------------ | ------------------------------------ | ------------------------------------ | ------------------------------------ | ------------------------------------ | ------------------------------------ | ------------------------------------ | ------------------------------------ | ------------------------------------ | ------------------------------------ | ------------------------------------ | ------------------------------------ | ------------------------------------ | ------------------------------------ | ------------------------------------ | ------------------------------------ | ------------------------------------ | ------ | ------- |
| 2006 | EuroInternational   | ZOL                                  | ZOL                                  | MON                                  | TUR                                  | TUR                                  | ITA                                  | ITA                                  | SFR                                  | SFR                                  | DEU                                  | DEU                                  | GBR                                  | GBR                                  | FRA                                  | FRA                                  | ESP                                  | ESP                                  | 0      | 44      |
| 2006 | EuroInternational   | -                                    | -                                    | -                                    | -                                    | -                                    | -                                    | -                                    | -                                    | -                                    | -                                    | -                                    | -                                    | -                                    | -                                    | -                                    | 19                                   | NU                                   | 0      | 44      |
| 2007 | Victory Engineering | ITA                                  | ITA                                  | DEU                                  | DEU                                  | MON                                  | HUN                                  | HUN                                  | BEL                                  | BEL                                  | GBR                                  | GBR                                  | FRA                                  | FRA                                  | PRT                                  | PRT                                  | ESP                                  | ESP                                  | -      | NS      |
| 2007 | Victory Engineering | -                                    | -                                    | -                                    | -                                    | -                                    | -                                    | -                                    | -                                    | -                                    | -                                    | -                                    | -                                    | -                                    | -                                    | -                                    | NU                                   | NU                                   | -      | NS      |
| 2009 | Comtec Racing       | CAT                                  | CAT                                  | BEL                                  | BEL                                  | MON                                  | HUN                                  | HUN                                  | GBR                                  | GBR                                  | FRA                                  | FRA                                  | PRT                                  | PRT                                  | DEU                                  | DEU                                  | ARA                                  | ARA                                  | 0      | 36      |
| 2009 | Comtec Racing       | -                                    | -                                    | -                                    | -                                    | -                                    | -                                    | -                                    | -                                    | -                                    | -                                    | -                                    | 17                                   | 16                                   | -                                    | -                                    | -                                    | -                                    | 0      | 36      |